# Veteranentreffen

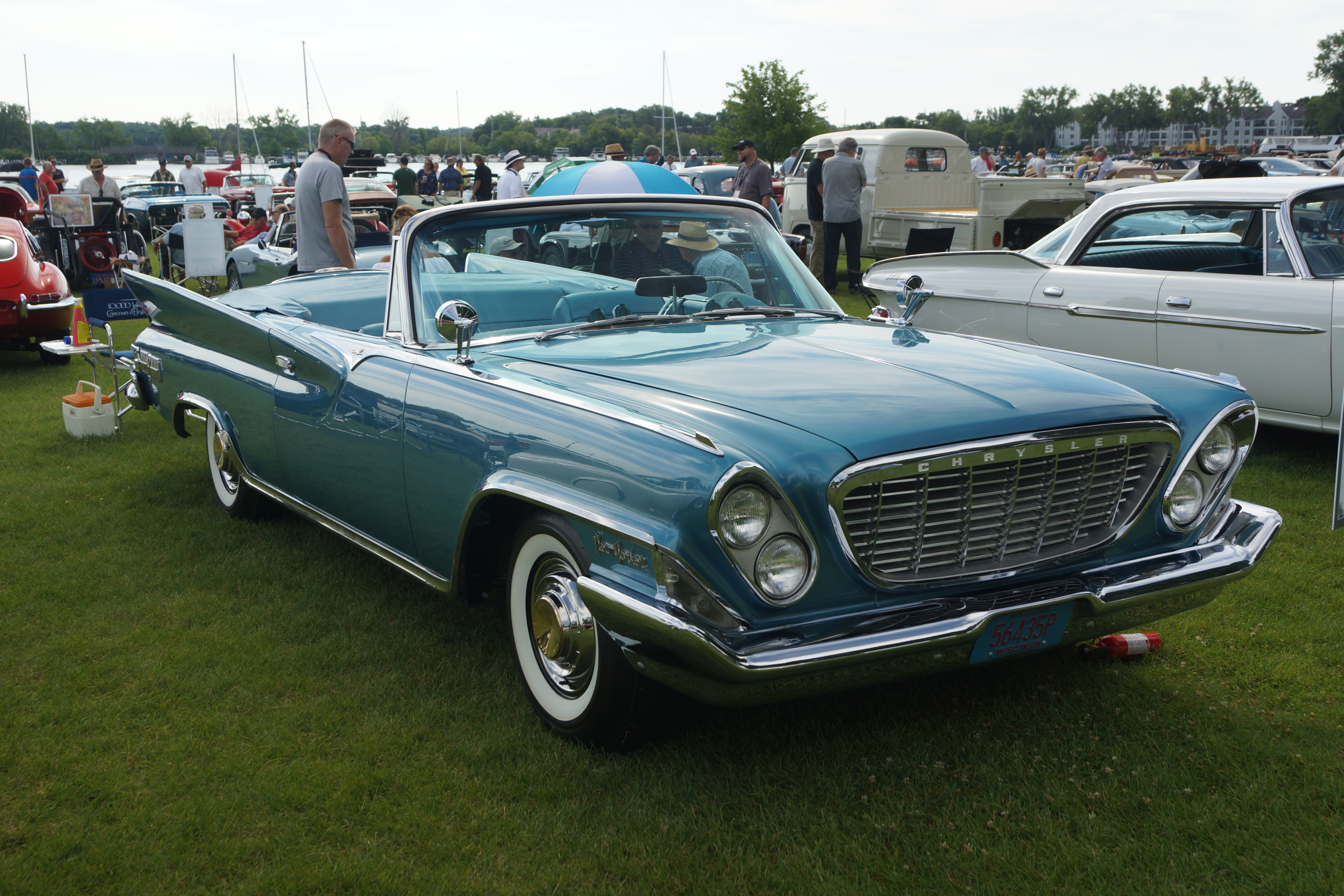
Ausgestellter Oldtimer bei einem Concours d’Elegance

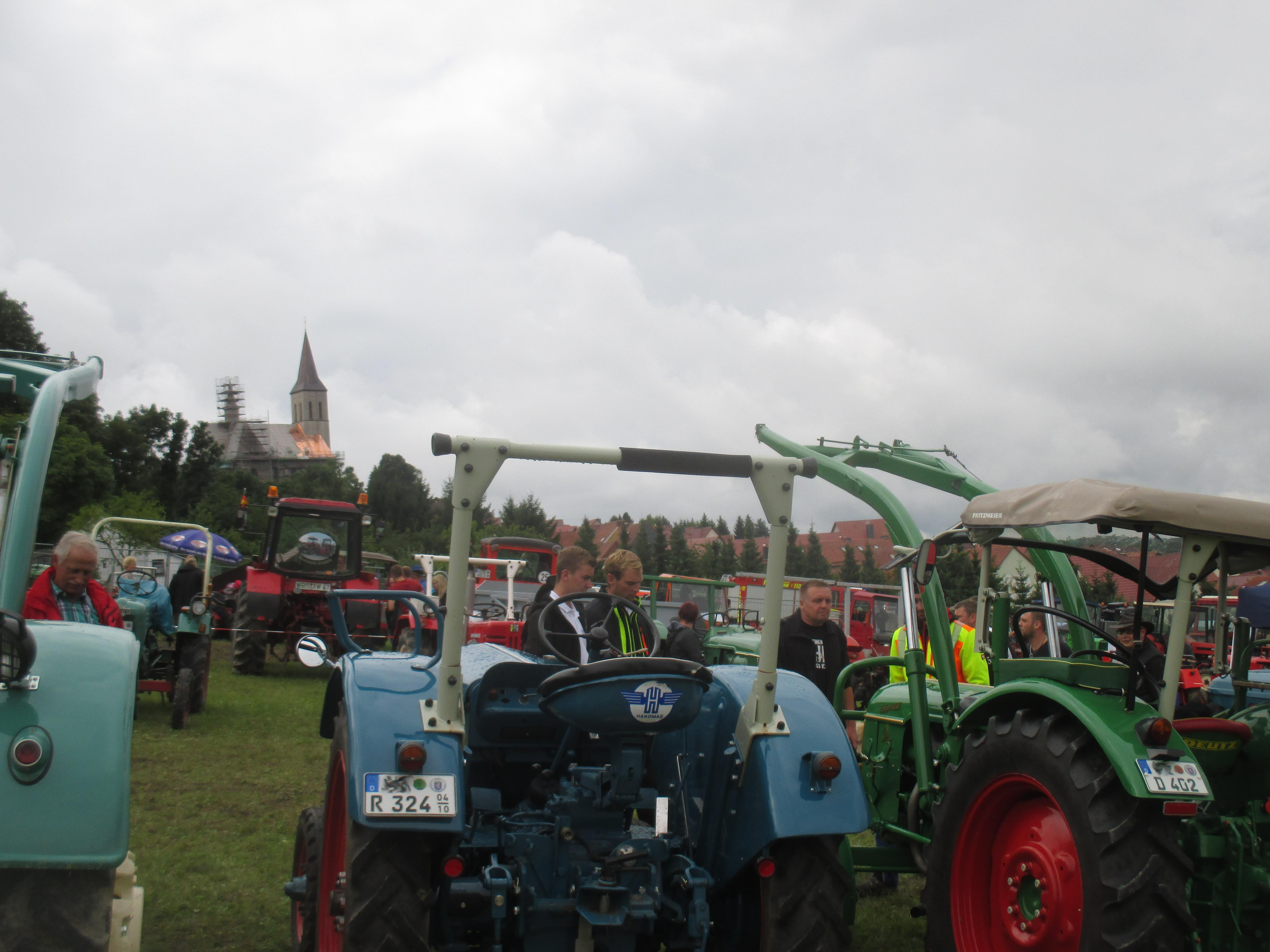
Schleppertreffen sind eine Sonderform der Oldtimertreffen

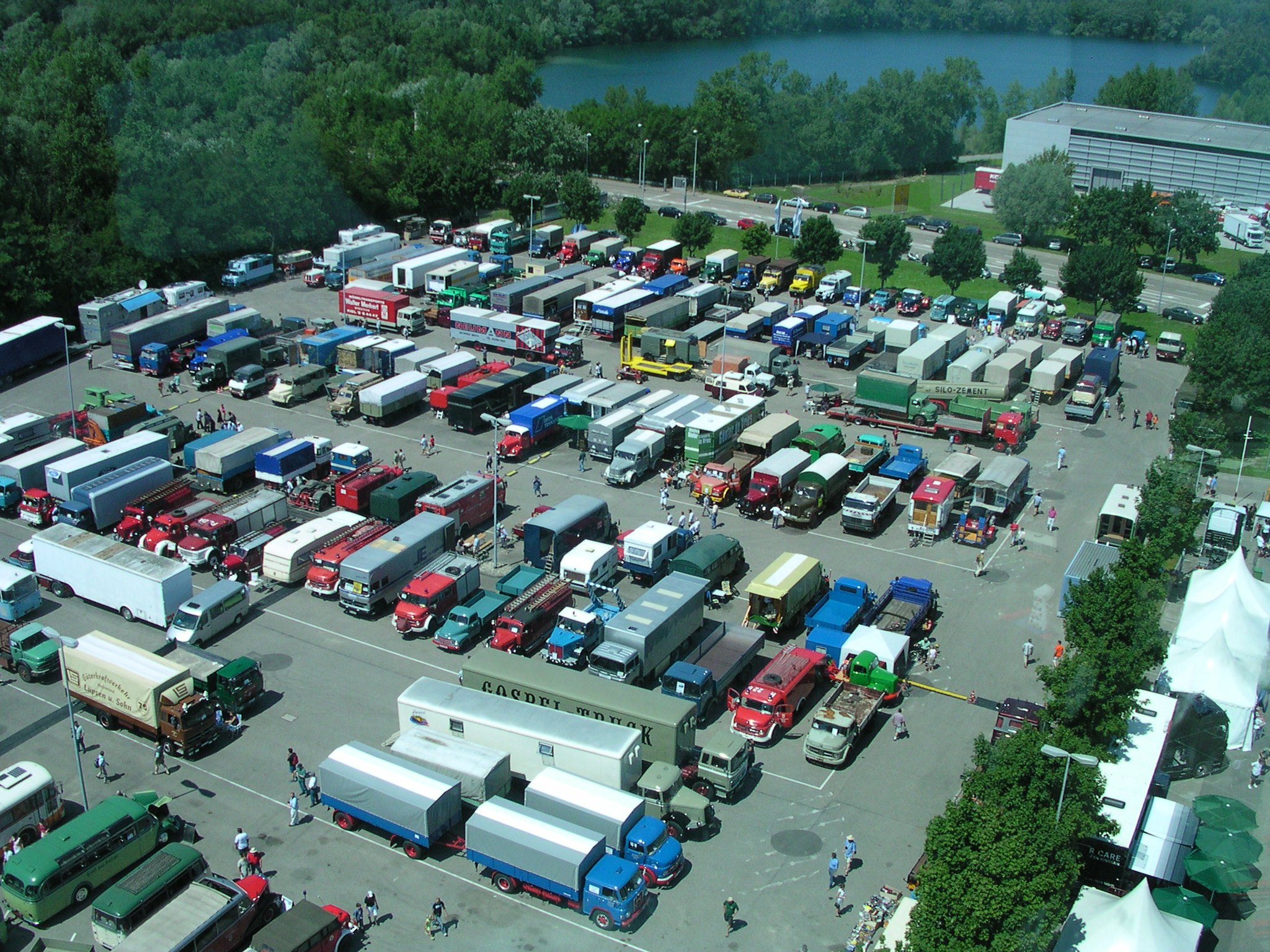
Impressionen von einem Nutzfahrzeug-Oldtimertreffen in Wörth am Rhein

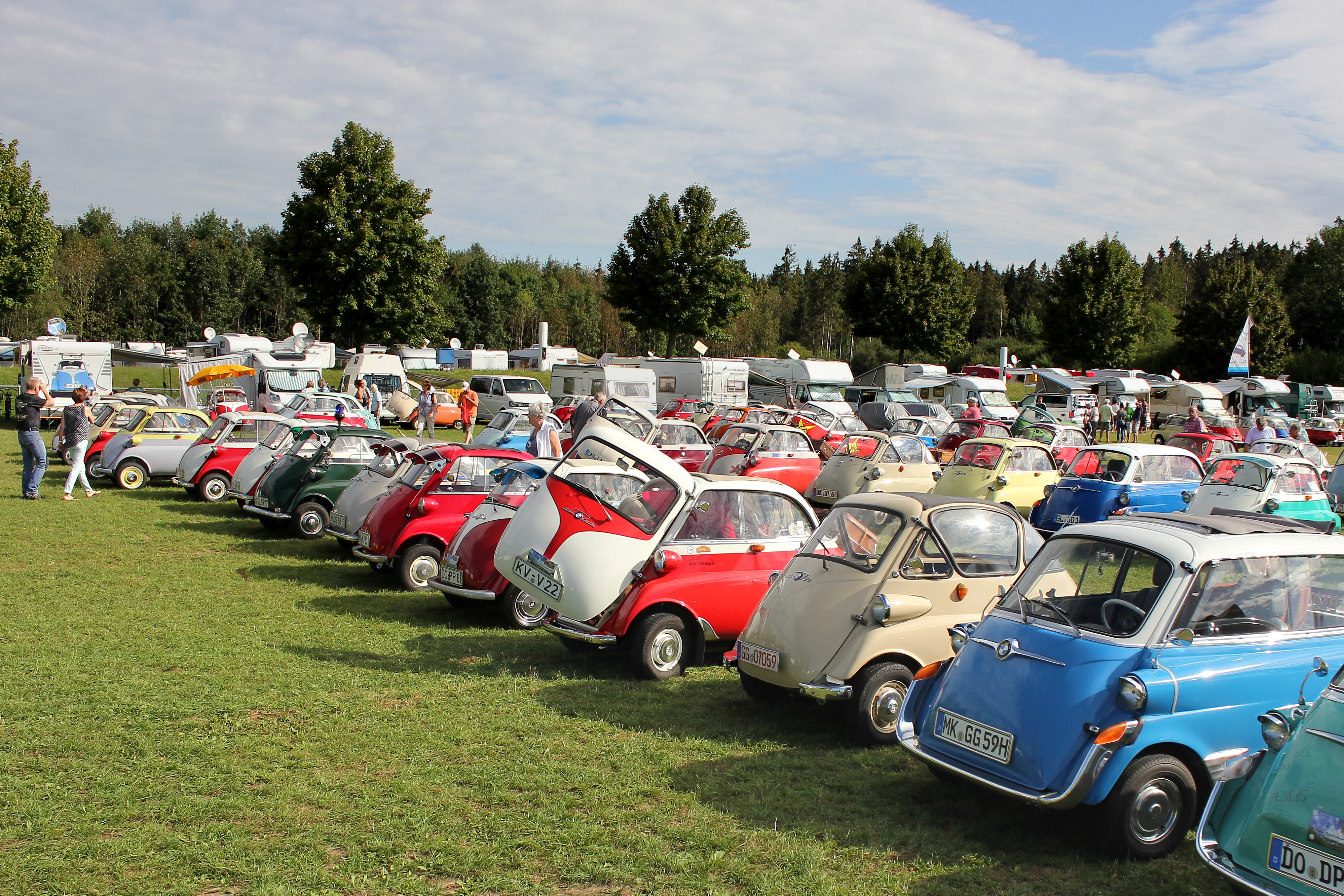
BMW-Isetta-Treffen 2015 in Bad Wörishofen

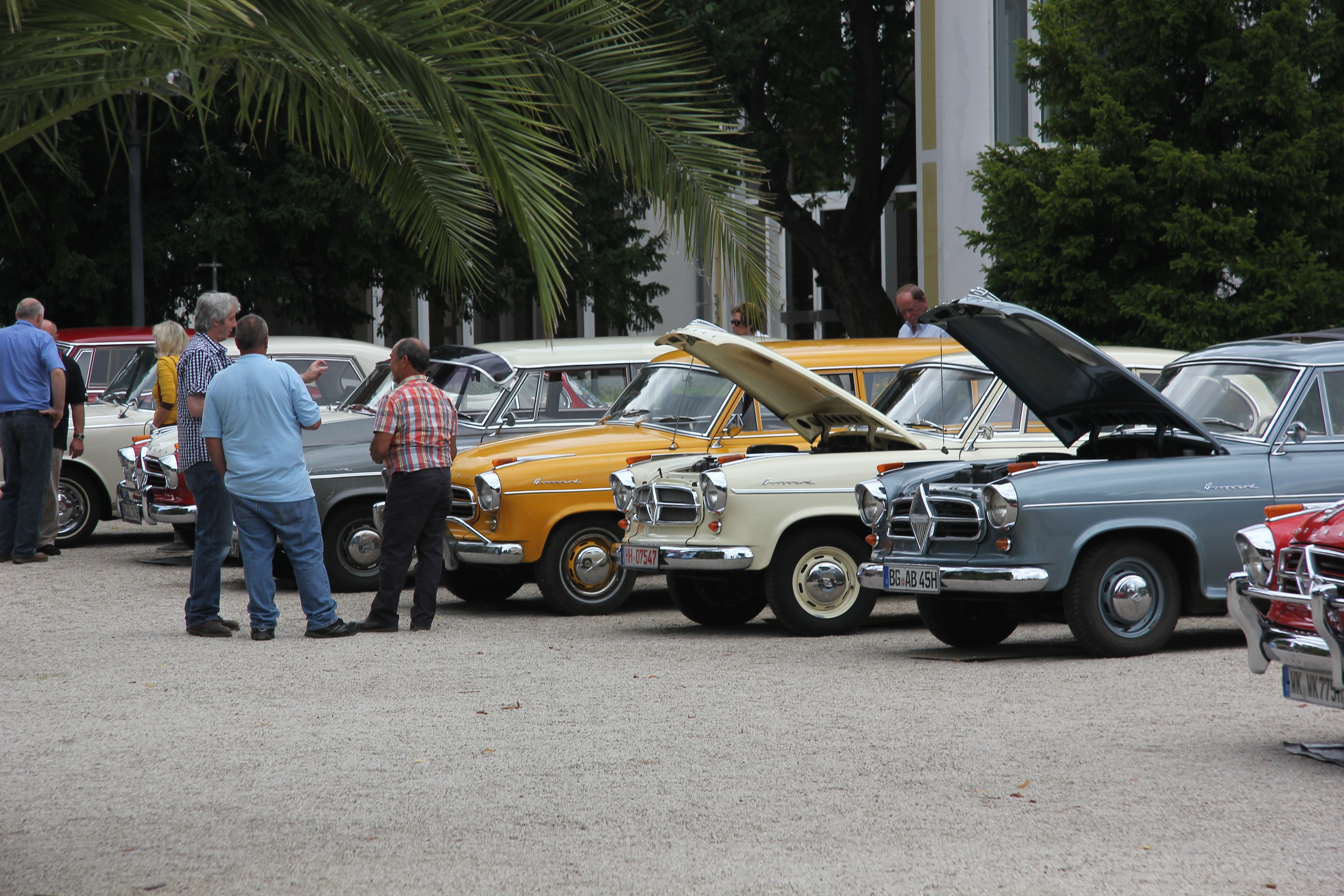
Borgwardtreffen in Bad Neuenahr 2014

Als Veteranentreffen oder Oldtimertreffen bezeichnet man eine Zusammenkunft von alten oder historischen Kraftfahrzeugen. Solche Veranstaltungen sind in der Regel verbunden mit einem öffentlichen Ausstellen der Fahrzeuge für Publikum und einer Ausfahrt.

## Grundsätzliches
Oldtimertreffen werden von Clubs oder auch Privatpersonen veranstaltet, um die Fahrzeuge, bei denen es sich um Automobile, Motorräder, Traktoren, Lastwagen, Omnibusse oder auch Militärfahrzeuge handeln kann, öffentlich auszustellen und sich mit Teilnehmern und Besuchern auszutauschen.
Häufig haben solche Veranstaltungen ein Rahmenprogramm, bei dem neben der Fahrzeugausstellung zusätzlich Händler historische Gegenstände oder auch Ersatzteile verkaufen. Oft werden Ausfahrten oder auch Wettbewerbe durchgeführt, bei denen die Funktion der Fahrzeuge demonstriert wird.
Oldtimertreffen finden in der Regel von Frühling bis Herbst statt. Einige spezielle Veranstaltungen werden außerdem im Winter angeboten, bei denen das Bewegen der Fahrzeuge auf speziell präparierten, schneebedeckten Straßen im Vordergrund steht. Die Treffen können markengebunden, themengebunden oder auch regionalgebunden sein.
Darüber hinaus existieren Sonderformen von Oldtimertreffen, wie beispielsweise ein Concours d’Elegance. Bei diesen Veranstaltungen werden in der Regel besonders seltene und hochwertige historische Automobile ausgestellt und in einem Wettbewerb, bei dem der Zustand, die Originalität, das Aussehen oder die Historie bewertet werden, ausgezeichnet.

## Deutschland-/Österreichweite Veranstaltungen
- 2000 km durch Deutschland
- Bertha Benz Fahrt (siehe auch Bertha Benz Memorial Route)[7]
- Concours d’Elegance Automobile Schwetzingen im Schlossgarten[6]
- Ennstal-Classic

- Südsteiermark Classic[8]

- Golden Oldies

- Internationales Borgward-Treffen der Borgward IG
- Internationales Oldtimer-Meeting Baden-Baden
- Internationales Oldtimer- und Dampfmaschinenfest, Münsingen
- Isetta Club-Jahrestreffen
- Mai-Käfer-Treffen
- Mercedes-Benz Veteranentreffen Ladenburg[3]
- NVG-Deutschlandfahrt[4]
- Ostmobil Meeting Magdeburg (OMMMA)
- Planai Classic (Österreich)[2]
- Landl-Rallye Meggenhofen (Österreich)[5]
- Retro Classics
- Rheinbach Classics
- Saar-Lor-Lux European Historic Rally[9]
- Sachs Franken Classic

## Internationale Veranstaltungen
- Amelia Island Concours d’Elegance (USA)[10]
- Glidden Tour (USA)
- Concorso d’Eleganza Villa d’Este (Italien)
- Hilton Head Concours d’Elegance (USA)[11]
- La Bagatelle Concours d’Elegance (Frankreich)
- London to Brighton Veteran Car Run (Großbritannien)
- Meadow Brook Concours d’Elegance (USA)[1]
- Mille Miglia (Italien)
- Pebble Beach Concours d’Elegance (USA)